# Seattle Kraken
O Seattle Kraken é um time profissional de hóquei no gelo sediado em Seattle. O time é membro da Divisão do Pacífico da Conferência Oeste da NHL. Manda seus jogos na Climate Pledge Arena.
Em dezembro de 2018, a NHL aprovou a proposta da Seattle Hockey Partners de levar uma franquia de expansão pra cidade de Seattle. Em Julho de 2020, o nome e logo do Kraken foram revelados.

## História

### Antecedentes e fundação
Em 4 de dezembro de 2018 o Conselho Administrativo da NHL decidiu por votação unânime em favor da criação de uma franquia de expansão para Seattle.
Em 23 de julho de 2020 a franquia anunciou o seu nome, Seattle Kraken, bem como as cores, símbolos e uniforme. O nome da equipe vem da criatura mítica do folclore escandinavo, Kraken, e sua semelhança com o Polvo Gigante do Pacìfico, que é encontrado no estuário de Puget, próximo a Seattle. O logo da equipe é uma referência ao Seattle Metropolitans, antigo time de hóquei da cidade, que foi o primeiro time Americano a ganhar a Stanley Cup, em 1917.
Em 30 de abril de 2021 a franquia pagou a última parcela da taxa de expansão de US$ 650 milhões, tornando-se assim, de maneira oficial, a 32ª equipe da NHL. tornando-se o 1º time de Seattle a competir pela Stanley Cup desde o Seattle Metropolitans, que venceu a Stanley Cup em 1917 e faliu em 1924.

### Estreia na NHL
A equipe jogou sua primeira partida oficial no dia 12 de outubro de 2021, enfrentando o Vegas Golden Knights na T-Mobile Arena em Las Vegas. O Jogo terminou 4-3 para os donos da casa. Ryan Donato foi o autor do primeiro gol oficial da história da franquia, aos 11 minutos e 32 segundos do segundo período da partida.